# Joakim Kemell
Joakim Kemell, född 27 april 2004 i Jyväskylä landskommun, är en finländsk professionell ishockeyforward som är kontrakterad till Nashville Predators i National Hockey League (NHL) och spelar för Milwaukee Admirals i American Hockey League (AHL).
Han har tidigare spelat för JYP i Liiga.
Kemell draftades av Nashville Predators i första rundan i 2022 års draft som 17:e spelare totalt.

## Statistik
| 2020–2021    | JYP                 | Liiga        | 1   | 1  | 0  | 1  | 0  | —  | —  | —  | —  | — |
| 2021–2022    | JYP                 | Liiga        | 39  | 15 | 8  | 23 | 2  | —  | —  | —  | —  | — |
| 2022–2023    | JYP                 | Liiga        | 43  | 12 | 3  | 15 | 14 | —  | —  | —  | —  | — |
|              | Milwaukee Admirals  | AHL          | 14  | 6  | 7  | 13 | 21 | 14 | 8  | 2  | 10 | 2 |
| 2023–2024    | Milwaukee Admirals  | AHL          | 67  | 16 | 25 | 41 | 23 | 15 | 3  | 8  | 11 | 6 |
| 2024–2025    | Nashville Predators | NHL          | 2   | 0  | 0  | 0  | 0  | —  | —  | —  | —  | — |
|              | Milwaukee Admirals  | AHL          | 38  | 9  | 16 | 25 | 29 | —  | —  | —  | —  | — |
| NHL totalt   | NHL totalt          | NHL totalt   | 2   | 0  | 0  | 0  | 0  | —  | —  | —  | —  | — |
| Liiga totalt | Liiga totalt        | Liiga totalt | 83  | 28 | 11 | 39 | 16 | —  | —  | —  | —  | — |
| AHL totalt   | AHL totalt          | AHL totalt   | 119 | 31 | 48 | 79 | 73 | 29 | 11 | 10 | 21 | 8 |

### Internationellt
| Källa: Uppdaterad: 2025-02-10 | Källa: Uppdaterad: 2025-02-10 | Källa: Uppdaterad: 2025-02-10 |         | Utv = Utvisningsminuter | Utv = Utvisningsminuter | Utv = Utvisningsminuter | Utv = Utvisningsminuter | Utv = Utvisningsminuter |
| År                            | Lag                           | Mästerskap                    | Matcher | Mål                     | Assists                 | Poäng                   | Utv                     |                         |
| ----------------------------- | ----------------------------- | ----------------------------- | ------- | ----------------------- | ----------------------- | ----------------------- | ----------------------- | ----------------------- |
| 2021                          | Finland                       | U18-VM                        | 7       | 3                       | 0                       | 3                       | 2                       |                         |
| 2021                          | Finland                       | Hlinka Gretzky                | 5       | 5                       | 1                       | 6                       | 6                       |                         |
| 2022                          | Finland                       | U18-VM                        | 5       | 6                       | 2                       | 8                       | 6                       |                         |
| 2022                          | Finland                       | JVM                           | 7       | 4                       | 8                       | 12                      | 0                       |                         |
| 2023                          | Finland                       | JVM                           | 5       | 2                       | 2                       | 4                       | 0                       |                         |
| Junior totalt                 | Junior totalt                 | Junior totalt                 | 29      | 20                      | 13                      | 33                      | 14                      |                         |